# Масовна убиства у Србији
Масовна убиства у Србији су појава која је почела да се појављује од 1970-их, наставила се током кризних 1980-их, ратних 1990-их и транзиционих 2000-их до данашњих дана.

## Појам масовног убиства
Масовна убиства заједно са серијским убиствима припадају групи вишеструких убистава. Према дефиницији Националног центра за жртве злочина масовне убице се од серијских убица разликују у следећем:
- делују одједном убијајући велики број људи
- делују насилно испољавајући свој бес
- најчешће након почињених убистава извршавају самоубиство или гину у сукобу са полицијом

Дефиниција масовног убиства усвојена на Скупу посвећеном серијским убицама у Сан Антонију, одржаном од 29. августа до 2. септембра 2005. године:
| „ | Масовно убиство је убиство током кога је убица усмртио четири или више особа у оквиру једног дешавања, на једном месту, за исти или релативно кратак временски период. | ” |

Подела масовних убистава:
- класично масовно убиство — убиство укључује искључиво једног починиоца, једно место и конкретан временски период, који може обухватити минуте, али и сате;
- породична масовна убиства — ова врста убиства укључује једног починиоца који је усмртио четири или више чланова своје породице
- масовна убиства и самоубиство — ова убиства укључују појаву да починилац изврши четири или више убиства, а након тога изврши самоубиство

Подела масовних убица:
- породични насилници – најчешће је то најстарије мушко дете, познато на физичким нападима на чланове породице, у оквиру кућне атмосфере. Након физичког напада, таква особа обично изврши самоубиство;
- псеудокомандоси – мушкарац оптерећен оружјима, аутомобилима и моторима. Његов напад чини последицу пажљивог планирања и жеље да се бори против света, на неки начин издигне изнад њега, из разлога што носи у себи мишљење да свет није у праву. Жртве се, у овом случају, најчешће бирају нехотице, али се дешава и да група буде одређена групација
- убице „set and run“ (постави и иди) – убиство се обавља постављањем бомбе на одређену локацију или заменом лекова отровом, убризгавањем отрова у производе који се налазе на полицама у маркетима са прехрамбеним производима  и др. Ова врста убица тако не може да види како ће жртва умрети, већ се о томе информишу преко радија, штампе или телевизије. Најчешћи мотиви за оваква убиства јесу најучесталије изражени бесом, љутњом, изнудом, материјалном користи од наплаћивања осигурања. До оваквих убистава може доћи и из политичких или идеолошких разлога. Ову врсту убица је много теже ухватити у односу на остале врсте масовних убица.

Поред ове поделе, научници из области криминологије, Роналд Холмс и Стефан Холмс, уврстили су још два облика за масовне убице. Први облик чине ученици, а други облик припада незадовољним радницима. То је обично бивши запослени, или особа која је изложена претњама да ће остати без посла. Овај тип убица вршењем убистава спроводи освету јер је мишљења да им је почињена неправда и да се послодавци према њима ружно понашају.

## Историјат

### Масовна убиства до 2000.
У највећем делу постојања Социјалистичке Федеративне Републике Југославије (СФРЈ) нису се дешавала масовна убиства, али су у том времену постојале серијске убице, а неки од њих, који су својим злочинима привукли пажњу јавности били су — Миодраг Столе Трифуновић, грађевински предузимач, родом из Ниша, који је током 1948. у Београду силовао и убио 14 жена; Митар Секулић, месарски радник, који је у периоду 1948—1951. у Београду силовао и убио три жене, а још око десетак силовао и Метод Тробец (1948—2006), возач виљушкара из Словеније, који је на свом имању у Долењој Васи при Полховом Градцу у периоду 1976—1978. убио пет жена, чије је остатке спалио у пећи. Једно од првих масовних убистава у СФРЈ и Социјалистичкој Републици Србији било је убиство које је 1972. у селу Тополовник, код Великог Градишта, починио Јездимир Гајић. Због сукоба око парцеле убио је комшијску породицу — мужа, жену, сина и снају, а једино је поштедео тек рођену бебу. Осуђен је на смртну казну која је извршена 1975. године. Две године касније, 4. маја 1974. Драган Најдановић је у Зајечару убио троје чланова породице своје бивше девојке Зорице, а њу тешко ранио и потом покушао да изврши самоубиство. Како је у време извршења дела (дан пре свог 21 рођендана) био млађи пунолетник, није могао да буде осуђен на смрт, па је добио 15 година затвора.
Прво масовно убиство, током кога је убица насумично убијао људе на више локација, у СФРЈ догодило се 26. фебруара 1986. у Босни и Херцеговини, када је Миле Матић (1956—1994), каратиста из Добоја и чувар у затвору у Зеници, убио девет особа. Он је најпре у Добоју убио зета и таксисту, а потом је у Зеници убио колегу и саобраћајног милиционера. Након ових убистава отишао је у Копривну, код Модриче, где је упао у кућу девојке у коју је био заљубљен и убио њу и још четири члана њене породице. Матић је на суђењу проглашен неурачунљивим и послат на лечење у болницу Окружног затвора у Београду, где је извршио самоубиство.
Прво масовно убиство у војсци догодило се у Србији 3. септембра 1987. у Параћину када је војник на одслужењу војног у рока у ЈНА Азиз Кељменди, из Липљана, у касарни Бранко Крсмановић убио четворицу војника — Срђана Симића из Београда, Хамиза Џановића из Витеза, Сафета Дудаковића из Босанске Градишке и Горана Бегића из Загреба, а шесторицу ранио. Према званичној верзији убица је након злочина побегао из касарне на оближње Карађорђево брдо, где је након што га је опколила војна полиција извршио самоубиство. Истрага, коју су водили војни органи, није успела да открије мотив вишеструког убиства. Према неким изворима Кељменди је био нервно растројена особа, а повод за убиство била је свађа са војницима на које је пуцао. Ово убиство, иако највероватније није било политички мотивисано, имало је снажан политички одјек у почетним годинама југословенске кризе, с обзиром да се десило свега 20 дана пре Осме седнице ЦК СК Србије, а представљало је и морални ударац за Југословенску народну армију. Чињеница да је убица био Албанац из САП Косово дала је простора за спекулисање да је мотив убиства била мржња према ЈНА и Југославији.
Јавност Савезне Републике Југославије (СРЈ) узнемирила је 3. јуна 1992. вест о масовном убиству Црној Гори, када је Коста Дамјановић (1970—1992) у селу Пушоњски До, код Пљеваља убио девет, а ранио неколико мештана. Приликом извршења овог злочина, он је убијен од мештана. Недуго након овог, 14. фебруара 1993. догодило се још једно масовно и једно од најпотреснијих убистава у Црној Гори, када је Момчило Церовић (1979—1993) у селу Чокрлије, код Бијелог Поља, убио пет чланова своје породице (оца, мајку, бабу, брата и сестрића), након чега је извршио самоубиство.
Шест година након убиства у Параћину, јуна 1993, у току рата у Хрватској и Босни и Херцеговини, догодила су се два убиства у касарнама Војске Југославије — у Врању и Шапцу. Војник Јожеф Мендер, из Суботице, у касарни Јужноморавске бригаде у Врању убио је 3. јуна 1993. шесторо војника и једног заставника, након чега је извршио самоубиство. Неколико дана касније, 8. јуна 1993. у касарни Мика Митровић у Шапцу војник Нандор Киш, такође из Суботице, приликом смене страже убио је војника и десетара, а неколико војника ранио, након чега је извршио самоубиство. Војни истражни органи су у оба случаја навели да је у питању злочин везан за сатанистички ритуал, јер су обојица војника били чланови неких огранака сатанистичких секти. Исте године, Јосип Вујић (познат као Јосо Секира) из Старе Моравице, код Бачке Тополе, убио је седморо људи у околини Суботице и Бајмока. Најпре је у Пачиру, опљачкао и убио једну жену. Након неколико дана, у Суботици је убио двојицу таксиста, као и једног човека са којим је имао мању саобраћајну незгоду. Потом је у размаку од неколико дана у Бајмоку опљачкао и убио секиром две старице и један брачни пар. Крајем године, успео је да побегне у Мађарску, где је добио азил. У Србији је 1997. осуђен у одсуству на смртну казну, али је она касније укинута. У Мађарској је због убиства таксисте осуђен на 15 година затвора, а након изручења Србији 2010. на поновном суђењу је осуђен на 40 година затвора.

### Масовна убиства након 2000.
После дуже паузе, у Србији се маја 2001. догодило ново масовно убиство, када је Александар Павловић, бивши возач некадашње директорке болнице, незадовољан премештајем на друго радно место, ушао у канцеларију директора, где се одржавао колегијум и упуцао 9 особа, од чега су три особе касније преминуле. За овај злочин осуђен је на 40 година затвора. Годину дана касније, у ноћи 27/28. јула 2002. Драган Ћедић је у Лесковцу убио бившу супругу и шест чланова њене породице, а четворо пријатеља ранио. Након злочина је побегао и потом извршио самоубиство.

## Списак[б]
| Место                            | Датум               | Починилац/оци                 | Жртве                 | Чланак                                                    | Реф.          |
| -------------------------------- | ------------------- | ----------------------------- | --------------------- | --------------------------------------------------------- | ------------- |
| Тополовник, код Великог Градишта | 1972.               | Јездимир Гајић (1931—1975)    | 4 мртвих              |                                                           |               |
| Зајечар                          | 4. мај 1974.        | Драган Најдановић (1953—1996) | 3 мртвих и 1 рањен    |                                                           |               |
| Бор                              | 2/3. јануар 1985.   | Ђорђе Адамовић (1942—1988)    | 4 мртвих              |                                                           | [ 17 ] [ 18 ] |
| Параћин                          | 3. септембар 1987.  | Азиз Кељменди (1967—1987)     | 4 мртвих и 6 рањених  | Параћински покољ                                          |               |
| Врање                            | 3. јун 1993.        | Јожеф Мендер (1974—1993)      | 7 мртвих              | Пуцњава у Врању                                           |               |
| Пачир, Суботица и Бајмок         | 1993.               | Јосип Вујић (1965)            | 9 мртвих              |                                                           |               |
| Смедеревска Паланка              | 11. мај 2001.       | Александар Павловић (1956)    | 3 мртвих и 6 рањених  |                                                           |               |
| Лесковац                         | 27/28. јул 2002.    | Драган Чедић (1970—2002)      | 7 мртвих и 4 рањених  | Вишеструко убиство у Лесковцу                             |               |
| Ниш                              | 30. септембар 2003. | Владан Ровчанин (1970—2013)   | 5 мртвих и 2 рањених  |                                                           |               |
| Јабуковац, код Неготина          | 27. јул 2007.       | Никола Радосављевић (1968)    | 9 мртвих и 3 рањених  | Вишеструко убиство у Јабуковцу                            |               |
| Велика Иванча, код Младеновца    | 9. април 2013.      | Љубиша Богдановић (1953—2013) | 13 мртвих             | Масовно убиство у Великој Иванчи                          |               |
| Ором и Мартонош, код Кањиже      | 17. мај 2015.       | Раде Шефер (1960—2015)        | 6 мртвих              | Вишеструко убиство у околини Кањиже                       |               |
| Житиште                          | 1/2. јул 2016.      | Синиша Златић (1978)          | 5 мртвих и 22 рањених | Вишеструко убиство у Житишту                              |               |
| Ратина, код Краљева              | 7. децембар 2016.   | Живорад Радичевић (1955—2016) | 3 мртвих и 1 рањен    |                                                           |               |
| Барич, код Голупца               | 24. април 2017.     | Божидар Дачић (1941—2017)     | 3 мртвих и 1 рањен    |                                                           |               |
| Расно, код Сјенице               | 16. јануар 2021.    | Енедин Турковић (1977—2021)   | 3 мртвих и 3 рањених  |                                                           |               |
| Врачар, Београд                  | 3. мај 2023.        | Коста Кецмановић (2009)       | 10 мртвих и 6 рањених | Вишеструко убиство у Основној школи „Владислав Рибникар”  |               |
| Дубона, Шепшин и Мало Орашје     | 4/5. мај 2023.      | Урош Блажић (2002)            | 9 мртвих и 13 рањених | Вишеструко убиство у околини Младеновца и Смедерева 2023. |               |